# IC 4590
IC 4590 је елиптична галаксија у сазвјежђу Сјеверна круна која се налази на листи објеката дубоког неба у Индекс каталогу.
Деклинација објекта је + 28° 28' 43" а ректасцензија 16h 8m 21,1s. Привидна величина (магнитуда) објекта IC 4590 износи 14,7 а фотографска магнитуда 15,7. IC 4590 је још познат и под ознакама MCG 5-38-18, CGCG 167-29, double system ?, PGC 57260.